# 박종환 (배우)
박종환(1982년 9월 7일 ~ )은 대한민국의 배우이다.

## 학력
- 남한고등학교
- 서울예술대학 영화과

## 출연작

### 영화
- 《보통소년》 (2009년) - 태완 역
- 《비밀들과 사소한 것들》 (2009년) - 준우 역
- 《메탈 무비》 (2009년)
- 《할 수 있는 자가 구하라》 (2010년) - 전화남 (목소리) 역
- 《장례희몽》 (2010년) - 석현 역
- 《고지전》 (2011년) - 화기부소대장 역
- 《독이 담긴 잔》 (2011년) - 충렬왕 역
- 《나의 싸움》 (2011년) - 까마귀 역
- 《깁스를 한 남자》 (2012년) - 종환 역
- 《잉투기》 (2013년) - 진성 (교미킹) 역
- 《로보트리바이벌》 (2013년) - 준화 역
- 《레디액션! 폭력영화》 (2014년) - 일진회 실력자 역
- 《서울연애》 (2014년) - 관장 역
- 《침입자》 (2014년) - 재민 역
- 《베테랑》 (2015년) - 양 실장 역
- 《오늘영화》 (2015년) - 종환 역
- 《우는 방》 (2015년) - 남자 역
- 《로보트:리바이벌》 (2015년)
- 《검사외전》 (2016년) - 이진석 역
- 《양치기들》 (2016년) - 지완주 역
- 《가려진 시간》 (2016년) - 진성 역
- 《원라인》 (2017년) - 기태 역
- 《특별시민》 (2017년) - 검정잠바 역
- 《프로젝트 패기》 (2017년) - 하시용 역
- 《밤치기》 (2018년) - 진혁 역
- 《얼굴들》 (2019년) - 기선 역
- 《생일》 (2019년) - 영준 역
- 《메기》 (2019년) - 각그랜져 역
- 《영하의 바람》 (2019년) - 영진 역
- 《우린같이 영화를보고 소설을읽어》 (2019년)
- 《행복의 진수》 (2019년)
- 《초미의 관심사》 (2020년) - 건물주 아들 역
- 《팡파레》 (2020년) - 희태 역
- 《방법: 재차의》 (2021년) - 현철민 역 (우정출연)
- 《소설가 구보의 하루》 (2021년) - 구보 역
- 《픽션들》 (2021년) - 치원 역
- 《공조 2: 인터내셔날》 (2022년) - 조 사장 역
- 《둠둠》 (2022년) - 준석 역
- 《컨버세이션》 (2023년) - 승진 역
- 《콘크리트 유토피아》 (2023년) - 진짜 영탁 역
- 《절해고도》 (2023년) - 윤철 역
- 《브로큰》 (2025년) - 배석태 역

### 드라마 & 시트콤
- 《할 수 있는 자가 구하라》 (2012년, MBC Every1) - 박종환 역
- 《KBS 드라마 스페셜 - 아트》 (2012년, KBS2) - 정환 역
- 《썸남썸녀》 (2014년, 다음 tv팟) - (우정출연)
- 《더 러버》 (2015년, Mnet) - 박환종 역
- 《프로듀사》 (2015년, KBS2) - 백영찬 역
- 《KBS 드라마 스페셜 - 짝퉁 패밀리》 (2015년, KBS2) - 한영진 역
- 《출출한 여자 시즌2》 (2016년, 네이버TV) - 박종환 역
- 《함부로 애틋하게》 (2016년, KBS2)
- 《아이돌 권한대행》 (2017년, 네이버TV) - 면장 역
- 《내일부터 우리는》 (2017년, 네이버TV) - 박 대표 역
- 《tvN 드라마 스테이지 - 박대리의 은밀한 사생활》 (2017년, tvN)
- 《타인은 지옥이다》 (2019년, OCN) - 변득종 역
- 《낭만닥터 김사부 2》 (2020년, SBS) - 임현준 역
- 《행복의 진수》 (2020년, JTBC) - 한형우 역
- 《소년심판》 (2022년, 넷플릭스) - 고강식 역
- 《모범택시 2》 (2023년, SBS) - 박현조 역
- 《협상의 기술》 (2025년, JTBC) - 검사 역

## 수상 및 후보
| 연도 | 시상식                      | 부문            | 작품     | 결과 |
| ---- | --------------------------- | --------------- | -------- | ---- |
| 2017 | 제4회 들꽃영화상            | 남우주연상      | 양치기들 | 수상 |
| 2017 | 제22회 춘사영화상           | 신인남우상      | 양치기들 | 후보 |
| 2017 | 제25회 부일영화상           | 신인 남자연기상 | 양치기들 | 후보 |
| 2020 | 제7회 들꽃영화상            | 남우주연상      | 얼굴들   | 후보 |
| 2023 | 제23회 부산영화평론가협회상 | 남자연기자상    | 절해고도 | 수상 |